# Grand Junction (Tennessee)
Grand Junction és una població dels Estats Units a l'estat de Tennessee. Segons el cens del tenia 321 habitants.

## Demografia
Segons el cens del 2000, Grand Junction tenia 301 habitants, 125 habitatges, i 86 famílies. La densitat de població era de 98,5 habitants/km².
Dels 125 habitatges en un 24% hi vivien nens de menys de 18 anys, en un 51,2% hi vivien parelles casades, en un 16,8% dones solteres, i en un 30,4% no eren unitats familiars. En el 27,2% dels habitatges hi vivien persones soles el 19,2% de les quals corresponia a persones de 65 anys o més que vivien soles. El nombre mitjà de persones vivint en cada habitatge era de 2,41 i el nombre mitjà de persones que vivien en cada família era de 2,97.
Per edats la població es repartia de la següent manera: un 25,6% tenia menys de 18 anys, un 6,3% entre 18 i 24, un 23,3% entre 25 i 44, un 25,2% de 45 a 60 i un 19,6% 65 anys o més.
L'edat mediana era de 40 anys. Per cada 100 dones de 18 o més anys hi havia 73,6 homes.
La renda mediana per habitatge era de 29.306$ i la renda mediana per família de 36.375$. Els homes tenien una renda mediana de 33.750$ mentre que les dones 20.469$. La renda per capita de la població era de 13.304$. Entorn del 8,4% de les famílies i l'11,1% de la població estaven per davall del llindar de pobresa.

## Poblacions més properes
El següent diagrama mostra les poblacions més properes.